# Atletism la Jocurile Olimpice de vară din 2024 - Aruncarea ciocanului (feminin)
Proba de atletism aruncarea ciocanului feminin de la Jocurile Olimpice de vară din 2024 a avut loc în perioada 4 - 6 august 2024 pe Stade de France.

## Recorduri
Înaintea acestei competiții, recordurile mondiale și olimpice erau următoarele:
| Record           | Atlet                  | Timp    | Loc                      | Data           |
| ---------------- | ---------------------- | ------- | ------------------------ | -------------- |
| Recordul mondial | Anita Wlodarczyk (POL) | 82,89 m | Varșovia, Polonia        | 28 august 2016 |
| Recordul olimpic | Anita Wlodarczyk (POL) | 82,29 m | Rio de Janeiro, Brazilia | 15 august 2016 |

## Program
Orele sunt ora Franței (UTC+1) 
| Data                    | Oră   | Etapă      |
| ----------------------- | ----- | ---------- |
| Duminică, 4 august 2024 | 10:20 | Calificări |
| Marți, 6 august 2024    | 20:00 | Finala     |

## Rezultate

### Calificări
S-au calificat în finală sportivele care au reușit o aruncare de cel puțin 77,00 m (C) sau atletele cu cele mai bune 12 rezultate (c).
| Loc | Grupă | Atletă                  | Țară                       | 1     | 2     | 3     | Rezultat | Note  |
| --- | ----- | ----------------------- | -------------------------- | ----- | ----- | ----- | -------- | ----- |
| 1   | B     | Krista Tervo            | Finlanda                   | x     | 74,79 |       | 74,79    | C, RN |
| 2   | A     | Camryn Rogers           | Canada                     | x     | 74,69 | –     | 74,69    | C     |
| 3   | B     | DeAnna Price            | Statele Unite ale Americii | 72,08 | 73,79 | –     | 73,79    | C     |
| 4   | A     | Annette Echikunwoke     | Statele Unite ale Americii | 73,52 | –     | –     | 73,52    | C     |
| 5   | B     | Katrine Koch Jacobsen   | Danemarca                  | 72,36 | x     | 73,04 | 73,04    | C     |
| 6   | A     | Hanna Skydan            | Azerbaidjan                | 69,58 | 69,04 | 72,55 | 72,55    | c     |
| 7   | A     | Zhao Jie                | China                      | 70,78 | 72,49 | 72,24 | 72,49    | c     |
| 8   | B     | Sara Fantini            | Italia                     | 72,40 | 69,93 | 71,08 | 72,40    | c     |
| 9   | B     | Silja Kosonen           | Finlanda                   | x     | 68,51 | 72,11 | 72,11    | c     |
| 10  | B     | Rosa Rodríguez          | Venezuela                  | x     | 67,28 | 71,76 | 71,76    | c     |
| 11  | A     | Bianca Ghelber          | România                    | 71,42 | x     | 71,34 | 71,42    | c     |
| 12  | B     | Anita Włodarczyk        | Polonia                    | 71,04 | 70,41 | 71,06 | 71,06    | c     |
| 13  | A     | Li Jiangyan             | China                      | x     | 70,54 | x     | 70,54    |       |
| 14  | A     | Erin Reese              | Statele Unite ale Americii | 68,74 | 70,23 | x     | 70,23    |       |
| 15  | A     | Stephanie Ratcliffe     | Australia                  | x     | x     | 70,07 | 70,07    |       |
| 16  | B     | Nicola Tuthill          | Irlanda                    | x     | 68,87 | 69,90 | 69,90    |       |
| 17  | B     | Stamatia Scarvelis      | Grecia                     | 69,38 | 66,86 | x     | 69,38    |       |
| 18  | A     | Thea Lofman             | Suedia                     | 64,13 | 68,92 | 69,12 | 69,12    |       |
| 19  | A     | Rose Loga               | Franța                     | 68,94 | 63,10 | x     | 68,94    |       |
| 20  | A     | Lauren Bruce            | Noua Zeelandă              | x     | 67,03 | 68,93 | 68,93    |       |
| 21  | A     | Suvi Koskinen           | Finlanda                   | 66,14 | x     | 67,90 | 67,90    |       |
| 22  | B     | Zalina Marghieva        | Republica Moldova          | x     | 67,84 | 66,45 | 67,84    |       |
| 23  | A     | Malwina Kopron          | Polonia                    | 65,39 | 65,65 | 67,68 | 67,68    |       |
| 24  | B     | Vanessa Sterckendries   | Belgia                     | 67,67 | x     | 64,67 | 67,67    |       |
| 25  | A     | Zahra Tatar             | Algeria                    | 66,06 | 66,99 | 66,90 | 66,99    |       |
| 26  | B     | Iryna Klymets           | Ucraina                    | 66,95 | 66,61 | 65,70 | 66,95    |       |
| 27  | A     | Beatrice Nedberge Llano | Norvegia                   | 66,11 | 66,92 | 64,77 | 66,92    |       |
| 28  | B     | Wang Zheng              | China                      | 66,92 | x     | x     | 66,92    |       |
| 29  | B     | Oyesade Olatoye         | Nigeria                    | x     | 64,36 | 66,41 | 66,41    |       |
| 30  | B     | Réka Gyurátz            | Ungaria                    | x     | 64,77 | 63,86 | 64,77    |       |
|     | A     | Mayra Gaviria           | Columbia                   | x     | r     | –     | FR       |       |
|     | B     | Alexandra Tavernier     | Franța                     | x     | x     | x     | FR       |       |

### Finala
| Loc | Atletă                | Țară                       | 1     | 2     | 3     | 4            | 5            | 6            | Rezultat | Note |
| --- | --------------------- | -------------------------- | ----- | ----- | ----- | ------------ | ------------ | ------------ | -------- | ---- |
| 1   | Camryn Rogers         | Canada                     | 74,11 | x     | 74,47 | 75,44        | 76,97        | x            | 76,97    |      |
| 2   | Annette Echikunwoke   | Statele Unite ale Americii | 73,11 | 71,45 | 75,48 | x            | 73,32        | 73,56        | 75,48    | SB   |
| 3   | Zhao Jie              | China                      | 72,90 | 74,27 | 73,95 | 72,79        | 73,88        | 71,88        | 74,27    |      |
| 4   | Anita Włodarczyk      | Polonia                    | 73,17 | 72,18 | 73,13 | 73,61        | 74,23        | 69,77        | 74,23    | SB   |
| 5   | Silja Kosonen         | Finlanda                   | x     | 74,04 | 72,44 | x            | 73,12        | 72,10        | 74,04    | SB   |
| 6   | Krista Tervo          | Finlanda                   | x     | 73,83 | x     | 72,56        | 71,25        | x            | 73,83    |      |
| 7   | Hanna Skydan          | Azerbaidjan                | 73,27 | 72,48 | 71,39 | 73,66        | 72,91        | 73,27        | 73,66    | SB   |
| 8   | Rosa Rodríguez        | Venezuela                  | 71,02 | 72,98 | x     | 71,22        | 70,85        | x            | 72,98    | SB   |
| 9   | Bianca Ghelber        | România                    | x     | 72,24 | 72,36 | nu a avansat | nu a avansat | nu a avansat | 72,36    |      |
| 10  | Katrine Koch Jacobsen | Danemarca                  | 71,65 | 70,64 | 71,09 | nu a avansat | nu a avansat | nu a avansat | 71,65    |      |
| 11  | DeAnna Price          | Statele Unite ale Americii | x     | 70,18 | 71,00 | nu a avansat | nu a avansat | nu a avansat | 71,00    |      |
| 12  | Sara Fantini          | Italia                     | 69,20 | 69,58 | x     | nu a avansat | nu a avansat | nu a avansat | 69,58    |      |